# تپه لیک (درگز)
تپه لیک یک روستا در ایران است که در بخش چاپشلو شهرستان درگز در استان خراسان رضوی واقع شده‌است.

## جمعیت
این روستا در دهستان قره‌باشلو قرار دارد و براساس سرشماری مرکز آمار ایران در سال ۱۳۸۵، جمعیت آن ۹۶ نفر (۲۳ خانوار) بوده‌است.